# Macintosh Quadra 950
Annoncé en mai 1992, le Quadra 950 succède au Quadra 900 comme fleuron de la gamme Apple. Il s'en différencie par un microprocesseur poussé à 33 MHz (contre 25 MHz pour le Quadra 900), une carte graphique plus puissante et un disque dur de plus grande capacité.
Le Workgroup Server 9150 est une version spéciale du Quadra 950 qui fait tourner le système Unix d'Apple, A/UX, en version 3.0.1. La seule différence avec le Quadra 950 est la présence d'une carte Workgroup Server au format PDS.
Ces deux ordinateurs sont les derniers du haut de gamme Apple Macintosh à intégrer un processeur Motorola 680xx, puisqu'en mai 1995 apparaissent les Power Macintosh 9500 basés sur le processeur RISC PowerPC 604 développé par le consortium constitué par Apple, IBM et Motorola.